# Örményország a 2018. évi téli olimpiai játékokon
Örményország a dél-koreai Phjongcshangban megrendezett 2018. évi téli olimpiai játékok egyik részt vevő nemzete volt. Az országot az olimpián 2 sportágban 3 sportoló képviselte, akik érmet nem szereztek.

## Alpesisí
Férfi
| Versenyző        | Versenyszám | 1. futam | 1. futam | 2. futam | 2. futam | Összesítés | Összesítés |
| Versenyző        | Versenyszám | Idő      | Hely.    | Idő      | Hely.    | Idő        | Helyezés   |
| ---------------- | ----------- | -------- | -------- | -------- | -------- | ---------- | ---------- |
| Ashot Karapetyan | Műlesiklás  | 1:02,47  | 50.      | 1:05,61  | 41.      | 2:08,08    | 42.        |

## Sífutás
Távolsági
Férfi
| Versenyző          | Versenyszám | Idő     | Helyezés |
| ------------------ | ----------- | ------- | -------- |
| Mikayel Mikayelyan | 15 km       | 39,01,4 | 79.      |

Női
| Versenyző      | Versenyszám | Idő     | Helyezés |
| -------------- | ----------- | ------- | -------- |
| Katya Galstyan | 10 km       | 30,25,1 | 72.      |

Sprint
| Versenyző          | Versenyszám         | Selejtező | Selejtező | Negyeddöntő | Negyeddöntő | Elődöntő | Elődöntő | Döntő   | Helyezés |
| Versenyző          | Versenyszám         | Idő       | Hely.     | Idő         | Hely.       | Idő      | Hely.    | Idő     | Helyezés |
| ------------------ | ------------------- | --------- | --------- | ----------- | ----------- | -------- | -------- | ------- | -------- |
| Mikayel Mikayelyan | Férfi egyéni sprint | 3:37,40   | 69.       | kiesett     | kiesett     | kiesett  | kiesett  | kiesett | 69.      |